# 桃園洞
桃園洞（：／ Dowon dong */?）是位於韓國首爾龙山区的一个法定洞，隶属于龍門洞。本洞東面與龍門洞、西面與麻浦區桃花洞、南面與新倉洞和山泉洞、北面與孝昌洞相接。

## 历史
- 1396年 - 為龍山坊的一部分。
- 1751年 - 改名萬里倉契。
- 1894年 - 劃歸西署管理。
- 1914年 - 該區域改名為彌生町的一部分。
- 1946年10月 - 改為現在名稱，並劃歸至龍門洞管理。

## 交通
- 韩国铁道公社
  - 龍山線：孝昌站